# Firemonkeys Studios
Firemonkeys ist ein australischer Videospielentwickler mit Sitz in Melbourne. Es ist ein Tochterunternehmen des amerikanischen Computerspiel-Publishers Electronic Arts. Das Studio entstand 2012 aus der Zusammenlegung der Entwicklerstudios Firemint und Ironmonkey Studios.

## Geschichte
Das Unternehmen wurde 1999 von Robert Murray in Richmond (Victoria) gegründet und firmierte zunächst unter dem Namen nDimensional Software (bis 2002) bzw. ndWare. Ab 2004 operierte es dann unter dem Namen Firemint. 2002 entwickelte das Studio sein erstes Spiel Nicktoons Racing für den Game Boy Advance. 2009 hatte es seinen größten Erfolg mit Flight Control und Real Racing. Auf letzterem folgte Real Racing 2. Im Januar 2011 übernahm Firemint zeitweise das australische Entwicklerstudio Infinite Interactive (Puzzle Quest, Warlords Battlecry 3) von Steve Fawkner. Im Mai 2011 kündigte dann der amerikanische Publisher Electronic Arts an, Firemint übernehmen zu wollen. Dies führte im Januar 2012 wieder zur Trennung von Infinite Interactive, dessen Gründer unabhängig von einem großen Konzern bleiben wollte.
Der neue Eigner legte Firemint im Juli 2012 mit den Ironmonkey Studios, einer weiteren australischen Tochtergesellschaft von EA, unter dem neuen Namen Firemonkeys zusammen. Die Ironmonkey Studios waren 2010 von EA übernommen worden und hatten Mobile-Ableger zu den EA-Spielereihen Need for Speed, Mass Effect, Dead Space und Mirror’s Edge entwickelt.
Das fusionierte Entwicklerstudio zeichnete für die iOS- und Android-Version von Need For Speed: Most Wanted sowie für das Spiel Need for Speed: No Limits verantwortlich. Zudem entwickelte es 2013 Real Racing 3. 2019 wurden im Kontext einer größeren Entlassungswelle bei Spieleentwicklern weltweit rund ein Viertel der bis dahin 200 Mitarbeiter entlassen, was als größerer Einschnitt für die gesamte australische Spieleentwicklerszene wahrgenommen wurde.

## Veröffentlichte Titel

### Als Firemint Studios
- 2002: Nicktoons Racing (Game Boy Advance)
- 2003: Soul Daddy in LA (Mobile)
- 2003: Soul Daddy BKB (Mobile)
- 2003: Tokyo Fighter (Mobile)
- 2004: Ryan Giggs International (Mobile)
- 2004: Black Rain: Revenge (Mobile)
- 2005: Star Trek: The Cold Enemy (Mobile)
- 2005: NBA 1 on 1 2006 (Mobile)
- 2005: Snood 2: On Vacation (Mobile)
- 2006: Sopranos Poker (Mobile)
- 2006: Socceroos: Path to Glory (Mobile)
- 2006: Madden NFL 07 3D (Mobile)
- 2006: Need for Speed: Most Wanted (Mobile)
- 2007: Tinker Bell: Fly! (Mobile)
- 2007: The Fast & the Furious: Fugitive (Mobile)
- 2007: Ratatouille (Mobile)
- 2007: Madden NFL 08 3D (Mobile)
- 2007: FIA World Rally Championship (Mobile)
- 2007: Nicktoons: Attack of the Toybots (Game Boy Advance)
- 2008: Project Joystick: Dung (Mobile, PC)
- 2008: The Sims DJ (iPod)
- 2008: Madden NFL 09 3D (Mobile)
- 2008: The Fast and the Furious: Pink Slip 3D (iOS, Mobile)
- 2008: Back at the Barnyard: Slop Bucket Games (Nintendo DS)
- 2009: Flight Control (iOS, Windows Phone)
- 2009: Real Racing (iOS)
- 2010: Flight Control (Nintendo DS)
- 2010: Flight Control HD (PlayStation 3)
- 2010: Real Racing 2 (iOS, Android, Mac OS)
- 2011: Spy Mouse (iOS, Android)
- 2012: Flight Control Rocket (iOS, Windows Phone)

### Als Ironmonkey Studios
- 2008: Need for Speed: Undercover (Blackberry, Mobile, N-Gage, webOS, Windows Mobile, iOS)
- 2009: The Simpsons Arcade for iPhone (iOS)
- 2009: Need for Speed: Shift (iOS)
- 2010: Mirror’s Edge (iOS)
- 2010: Need for Speed: Hot Pursuit (iOS)
- 2011: Dead Space (iOS)
- 2012: Mass Effect: Infiltrator (iOS)

### Als Firemonkey Studios
- 2011: Die Sims FreiSpiel (iOS, Android, Kindle Fire, Blackberry, Windows Phone)
- 2012: Need for Speed: Most Wanted (iOS, Android)
- 2013: Real Racing 3 (iOS, Android)
- 2015: Need for Speed: No Limits (iOS, Android)
- 2018: Die Sims Mobile (iOS, Android)